# Brossage à sec et lavis
Pour les articles homonymes, voir Brossage.

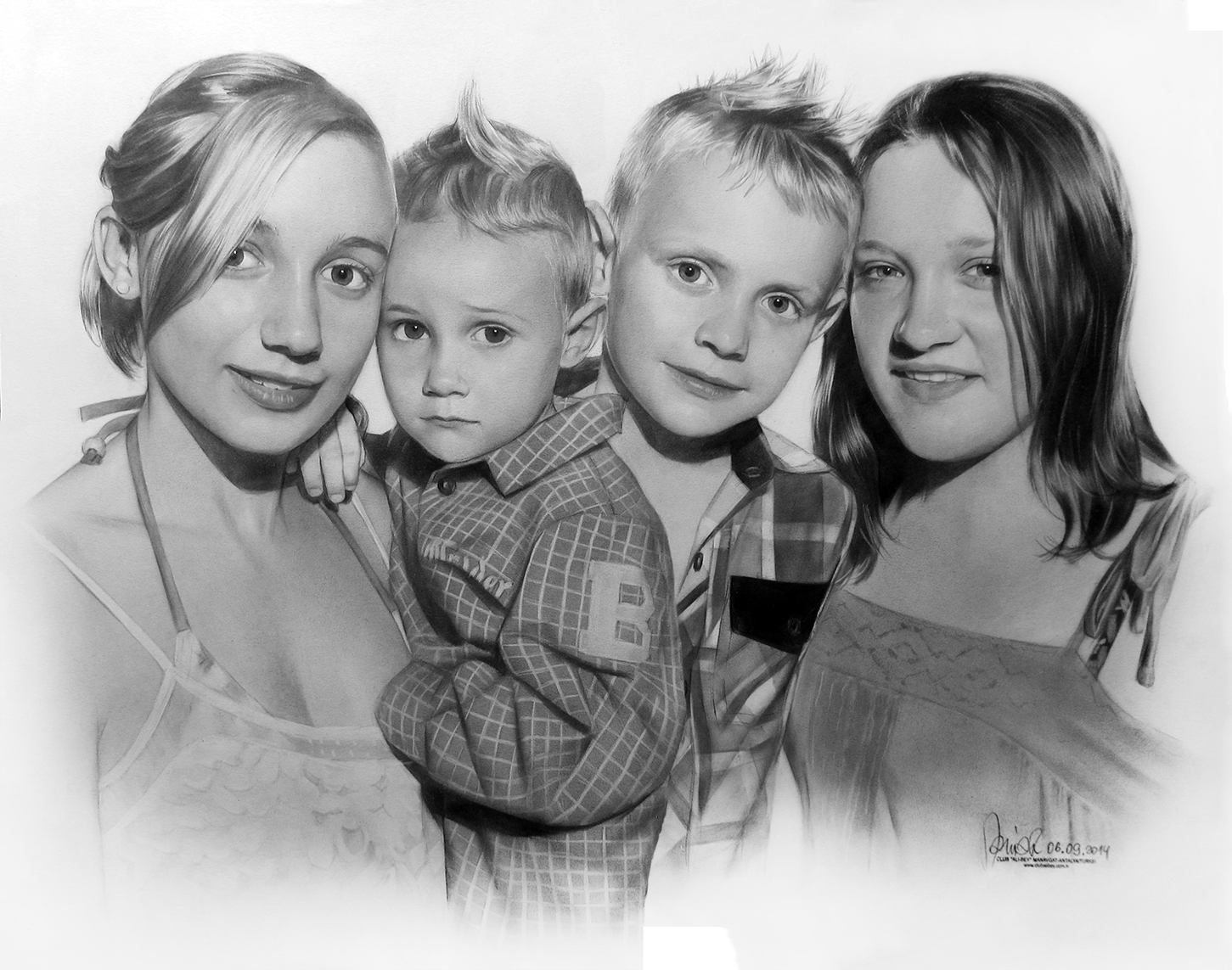
Technique "la brosse sèche".

Le brossage à sec (drybrush en anglais) est une technique de peinture sur supports en relief, utilisée en particulier pour les miniatures, la mise en peinture réaliste des maquettes et le modélisme.
Elle consiste à utiliser en petite quantité une peinture presque sèche et à brosser vivement la partie à peindre avec un pinceau à poils plus ou moins durs. La peinture ne se dépose qu'au sommet des reliefs et laisse alors apparaître les détails avec plus de netteté. En utilisant une peinture claire, on peut ainsi réaliser un semblant d'éclairage des reliefs, et faire ressortir les détails et arêtes de la maquette.
Le lavis est une technique complémentaire permettant elle aussi de donner du relief, et consiste à diluer un peu de peinture plus sombre que la couleur de base pour la rendre totalement liquide. On obtient alors un jus, que l'on applique sur la maquette ou figurine et la peinture liquide viendra se fixer dans les creux et interstices, donnant l'impression d'ombre. 
La mise en pratique du "brossage"  demande un peu d’entraînement, mais il est préférable de ne pas avoir assez de peinture que d'en avoir en excès.
Pour vérifier la quantité de peinture sur le pinceau, il suffit de passer légèrement le plat des poils, soit sur un morceau d’essuie-tout ou sur le bout d’un doigt (attention à une éventuelle toxicité de la peinture). 
S'il manque de la peinture, la couleur ne se déposera pas, s'il y en a trop, elle recouvrira complètement les détails (vos empreintes digitales quand vous testez le pinceau, texture du papier, etc.), si la dose est correcte, la teinte se déposera uniquement sur les reliefs.
Pour réaliser un bon brossage, il est préférable d'utiliser un pinceau plat.
Lors d’un brossage à sec, la pression ainsi que la quantité de peinture vont intervenir sur l’épaisseur du trait. Il est donc possible de créer très facilement un dégradé du plus sombre au plus clair, en jouant sur l’intensité du brossage.
Cette technique peut être aussi utilisée pour vieillir (weathering en anglais) une surface, de légers coups de pinceau sur l'ensemble de la surface permettent d’appliquer de manière irrégulière une teinte plus claire ou différente, ce qui donne un aspect usé ou sale à l’objet, et de faire ressortir les fins détails (rivets, boulons etc ...)
La conjugaison du brossage à sec et du lavis permet par exemple d'obtenir un rendu réaliste sur la cape d'une figurine : lavis pour les creux en sombre, puis brossage à sec sur les arêtes.
On peut effectuer un brossage à sec avec une éponge ou un chiffon lorsque l'objet à brosser est à une échelle suffisamment grande ; une autre raison de l'utilisation de ces outils au lieu du pinceau est que lorsqu'on regarde de très près la texture du brossage au pinceau, on remarque les sillons créés par les poils.

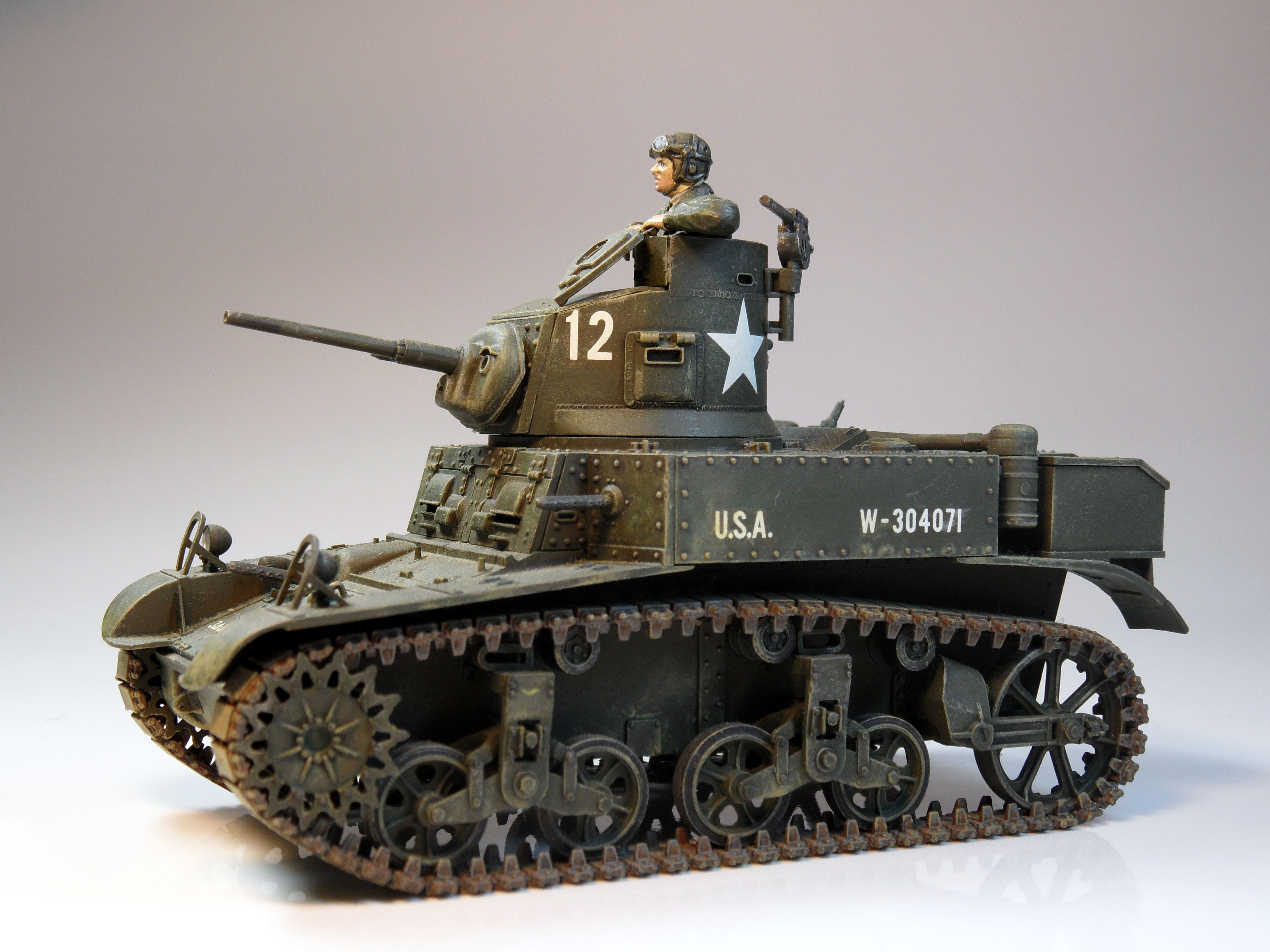
Maquette de char montée et peinte par un amateur. L'effet de vieillissement laisse apparaître un brossage à sec.
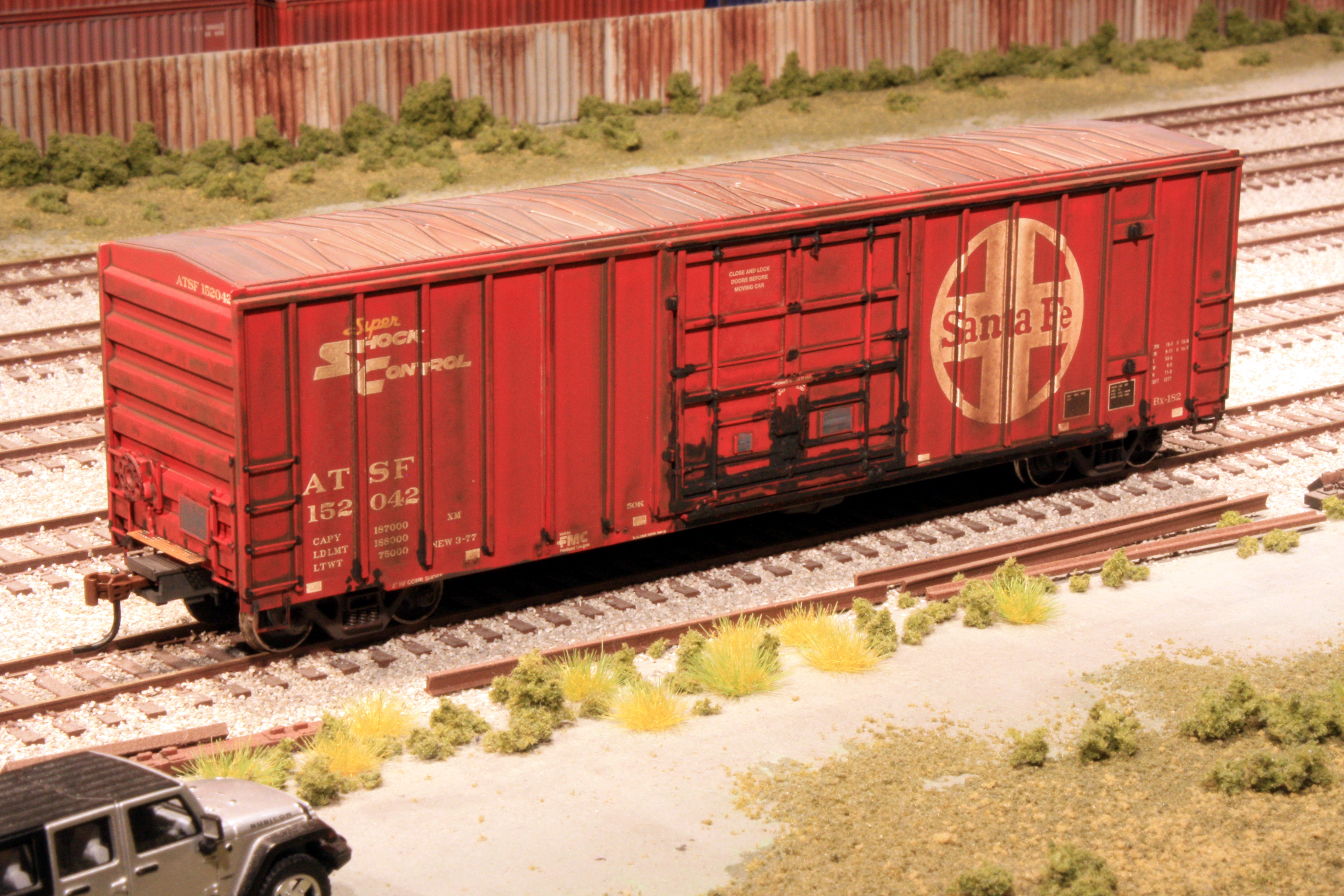
Modèle réduit de wagon patiné avec la technique du lavis.